# Brooks Hotel
El Brooks Hotel, ubicado en la East Side Highway en Corvallis, Montana, es un hotel histórico construido en 1894. Fue incluido en el Registro Nacional de Lugares Históricos en 1980.
Fue construido en estilo Reina Ana como residencia de George Dougherty, un comerciante de Corvallis. Está "compuesto de numerosas secciones ordenadas por catálogo" y se describe en su nominación NRHP "como un hito arquitectónico intrigante en el valle de Bitterroot ".